# 新里酒造
新里酒造株式会社（しんざとしゅぞう）は沖縄県沖縄市に本社を置く酒造(泡盛)メーカー。

## 特徴
弘化3年（1846年）、琉球王朝時代に酒造りが許されていた首里三箇（さんか）の一つ赤田町にて創業。現存する沖縄の酒造所としては創業171年の歴史を持つ最古の蔵元。
6代目にあたる現社長新里修一は研究者でもあり、平成元年に泡無し酵母「泡盛101号」を開発し、泡盛の生産性を飛躍的に向上させ業界に大きく貢献した。
泡盛鑑評会・県知事賞受賞常連蔵元である。
代表銘柄「かりゆし」「琉球」以外にも、県内量販チェーンやサントリーなどのOEM製品にも取り組んでいる。

## 沿革
- 1846年（弘化 3年） - 首里、赤田町にて創業。
- 1924年（大正13年） - 那覇市若狭に移転。
- 1953年（昭和28年） - 戦後、那覇市牧志にて事業再開。
- 1973年（昭和48年） - 全国酒類調味食品品評会金賞受賞。
- 1976年（昭和51年） - 泡盛鑑評会県知事賞受賞。
- 1988年（昭和63年） - 沖縄市古謝へ工場を移転。
- 1989年（平成元年） - 新里修一（現社長）、泡無し酵母の開発に成功（泡盛101号）。
- 2005年（平成17年） - うるま市州崎に新工場竣工。

## 泡無し酵母「泡盛101号」の開発
平成元年、当時沖縄国税事務所の鑑定官であった現社長新里修一が研究の末、煩雑な泡の管理を必要とする酵母「泡盛1号」の中に、60億分の1の割合で存在する「泡無し酵母」を分離することに成功。
これにより煩雑な泡の管理(※)がなくなり、仕込みの量が増え、14日間発酵させていたもろみも12日間で蒸留でき、さらにアルコールの生成が速いため、雑菌汚染の割合が低くアルコールの取得量も増えるという成果がでた。
（※当時の泡盛の製造は、原料米を蒸した後入れた酵母が、活動し泡を立て容器から溢れ出てくるため、作業員が付っきりでかき混ぜたり仕込み量を減らしたりと、管理が大変だった）
その後、多くの酒造所がこの酵母を利用し、泡盛の生産性は飛躍的に向上し業界に大きく貢献した。今では殆どの泡盛がこの酵母を利用して造られている。

## 主な受賞歴
- 平成13年〜14年・16年〜18年 - 泡盛鑑評会県知事賞連続受賞
- 平成20年〜21年 - 泡盛鑑評会県知事賞連続受賞

## 所在地
本社
- 沖縄県沖縄市古謝 864-1

州崎工場
- 沖縄県うるま市州崎 12-17